# Asociația Europeană a Liberului Schimb

Statele membre:
verde închis = membru actual
verde deschis = fost membru

Asociația Europeană a Liberului Schimb (AELS; European Free Trade Association, EFTA) a fost înființată în 1960 prin semnarea Convenției de la Stockholm.
Scopul inițial al acestei organizații internaționale era de a elimina taxele vamale asupra produselor industriale în comerțul dintre statele membre. Prin convenția AELS, statele AELS au stabilit o zonă de liber-schimb pentru comerțul mărfurilor. Convenția a fost completată ulterior printr-un acord de integrare economică pentru sectorul de servicii. Spre deosebire de UE însă, AELS nu este o uniune vamală, ceea ce înseamnă că fiecare stat membru AELS poate stabili în principiu liber taxele vamale și politica comercială externă privind state terțe (non-AELS).

## Istoric
Membrii fondatori au fost Regatul Unit al Marii Britanii și al Irlandei de Nord, Danemarca, Norvegia, Suedia, Austria, Elveția și Portugalia. Finlanda a devenit membru asociat în 1961 (devenind membru cu drepturi depline în 1966), iar Islanda în 1970. Regatul Unit și Danemarca intră în Comunitatea Europeană în 1973 (împreună cu Irlanda, încetând prin urmare să fie membre AELS. Portugalia a părăsit de asemenea AELS pentru a intra în Comunitatea Europeană în 1986. Liechtenstein se alătură AELS în 1991, interesele sale fiind reprezentate până atunci de Elveția. În 1995 Austria, Suedia și Finlanda devin membre UE și părăsesc AELS.
Membrii actuali (2012) ai Asociației Europene a Liberului Schimb sunt: Islanda, Liechtenstein, Norvegia și Elveția.

## Legături externe
- www.ch.ch
- www.efta.int